# Wieksznie (stacja kolejowa)
Wieksznie (lit. Viekšniai, ros. Векшняй) – stacja kolejowa w miejscowości Rekečiai, w rejonie możejskim, na Litwie. Położona jest na linii Kuże - Wenta.
Nazwa stacji pochodzi od pobliskiego miasta Wieksznie.

## Historia
Stacja została otwarta w XIX w. na drodze żelaznej libawsko-romeńskiej, pomiędzy stacjami Możejki i Dobikinia.